# Khwaja Kamal ud-Din

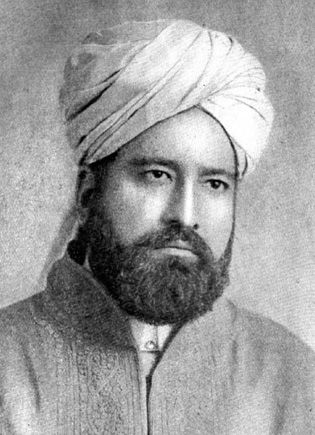
Khwaja Kamal ud-Din

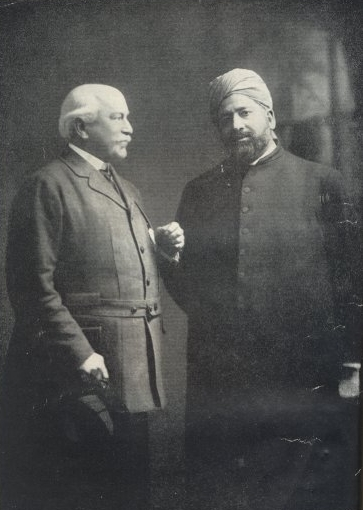
1913 – Khwaja Kamal ud-Din mit Lord Headley

Khwaja Kamal ud-Din (Urdu خواجہ کمال الدین Chwādschah Kamāl al-Dīn; * 1870 in Lahore Britisch-Indien, heute Pakistan; † 28. Dezember 1932 in Lahore) war ein indisch-pakistanischer Jurist und Mitglied der Lahore-Ahmadiyya-Bewegung.

## Leben
1893 trat der im Punjab geborene Khwaja Kamal ud-Din der Ahmadiyya-Bewegung bei. Er erreichte einen Abschluss am Forman Christian College und lehrte selbst am Islamiyya College in Lahore. 1898 beendete er sein Studium in Rechtswissenschaften und praktizierte als Anwalt.
Als der Jurist 1912 England bereiste, erwarb er die Shah-Jahan-Moschee. Nach der Teilung der Ahmadiyya-Bewegung 1914 blieb Khwaja Kamal ud-Din mit dem Lahore-Zweig verbunden. Unter seiner Leitung konvertierten berühmte Persönlichkeiten zur Ahmadiyya, wie zum Beispiel Lord Headly. 1926 unternahm er eine Missionsreise nach Kapstadt, Südafrika.